# Gebrüder Brehmer

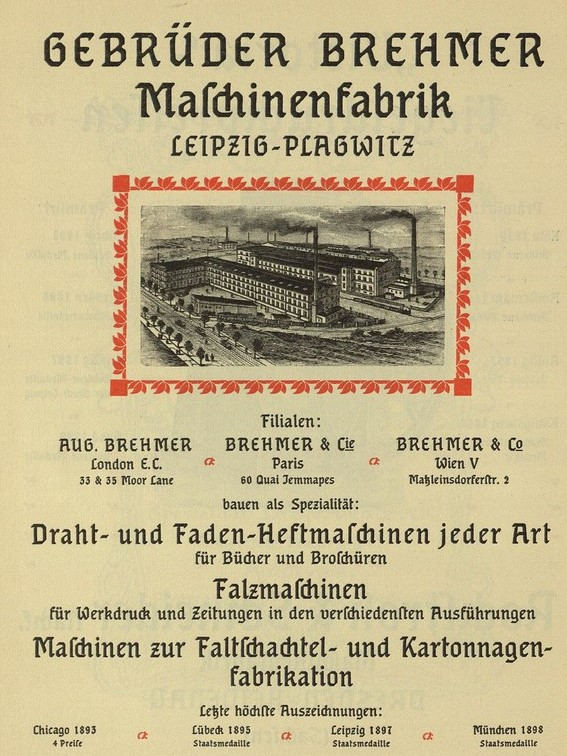
Weltausstellung Paris 1900

Das Unternehmen Gebrüder Brehmer wurde 1879 im Leipziger Stadtteil Plagwitz vom Amerika-Heimkehrer Hugo Brehmer gegründet. In den USA hatte er zusammen mit seinem Bruder August Brehmer an der Entwicklung der Drahtheftmaschine mitgewirkt und führte diese auf den deutschen Markt ein.

## Unternehmensgeschichte

Brehmer-Drahtheftmaschine

In den Jahrzehnten des Kaiserreiches entwickelte sich das Unternehmen schnell zu einem Großbetrieb des (poly-)graphischen Maschinenbaus. Das Verfahren der Drahtheftmaschine und später der Faden-Buchheftmaschine revolutionierte die Bucherstellung ähnlich wie die Einführung der Schnellpresse im Druckbereich.
Nach dem Tod des Unternehmensgründers 1891 übernahm dessen Mitarbeiter Friedrich Rehwoldt (1846–1924) die Geschäftsführung.
In der dritten Unternehmergeneration führte Ludolf Colditz (jun.) (1883–1952) die Firma. Er arbeitete seit 1909 bei Gebr. Brehmer, war 1914 als haftender Miteigentümer eingetreten, hatte Rehwoldts Tochter Ella geheiratet und übernahm schließlich 1920 als allein haftender Gesellschafter die Geschäftsführung von seinem Schwiegervater.
Nach Einbrüchen im Ersten Weltkrieg, in Inflation und Weltwirtschaftskrise erreichte das Unternehmen in den Jahren des Nationalsozialismus mit über 2.000 Beschäftigten eine vorläufige maximale Ausdehnung.
Nach Ende des Zweiten Weltkrieges wurde Brehmer 1946/1948 enteignet und verstaatlicht. Die Unternehmerfamilie Colditz musste das Werk 1948 verlassen. Als VEB Brehmer (ab 1951: VEB Falz- und Heftmaschinenwerk Leipzig) wurde das Unternehmen Teil der DDR-Staatsindustrie. Als Teil der VVB Polygraph konnte der Betrieb seine ökonomische Erfolgsentwicklung nach 1945 wieder fortsetzen. In den 1950er Jahren waren in ihm etwa 1.500 Arbeiter und Angestellte beschäftigt.
1959/1960 wurde der Betrieb mit dem VEB Buchbindereimaschinenwerk Leipzig (ehemals Maschinenfabrik Karl Krause) zum neuen Großbetrieb VEB Leipziger Buchbindereimaschinenwerke (LBW) fusioniert, der 1970 zum Stammbetrieb des Kombinats Polygraph „Werner Lamberz“ Leipzig wurde.
Nach dem Ende der DDR und infolge der Privatisierungen wurde das Unternehmen zunächst 1991 an die Firma McCain Manufacturing Corp. mit Sitz in Hamburg und Chicago verkauft, bevor es vom Ludwigsburger Falzmaschinenhersteller Stahl übernommen wurde. Seit 1999 gehört die Stahl-Gruppe zur Heidelberger Druckmaschinen AG, deren Leipziger Werk Brehmer für einige Jahre bildete. Im Jahre 2015 wurde der Leipziger Heideldruck Standort endgültig geschlossen. Der veraltete Maschinenpark wurde teilweise vom Deutschen Buch- und Schriftmuseum in Leipzig übernommen.